# Inmigración polaca en Costa Rica
La inmigración polaca en Costa Rica se da desde finales del siglo XIX, pero tuvo su auge a principios del siglo XX. Aunque es difícil dar un número exacto de los inmigrantes polacos que arribaron a la nación, se estima que cerca de 1.000 individuos entrarían al país durante las primeras décadas del siglo pasado. Actualmente la colectividad polaco-costarricense es la más grande de origen eslavo, y la más cuantiosa de América Central.

## Comunidad polaco-costarricense
La población polaca en Costa Rica representa el mayor grupo de origen eslavo en el país (estas etnias en conjunto suponen más de un 2% de la demografía local). Están asentados principalmente en el Valle Central, en particular en la provincia de San José. De esta fracción eslava en particular existe una notable presencia y participación en la comunidad judía del país, donde destaca la denominación asquenazí (יהודי אשכנז en hebreo y Żydzi aszkenazyjscy en polaco).
Respecto a los ciudadanos polacos radicados en la actualidad, según el último censo de población en Costa Rica, existen casi 2000 personas con esta nacionalidad asentadas primordialmente en la provincia de San José. En paralelo, en esta provincia se localizan muchas de las principales entidades tanto para la colectividad polaca (representaciones diplomáticas, casas culturales), como para la congregación asquenazí (sinagogas, centros educativos, museos).

## Historia

### Primeras migraciones
Entre 1929 y 1939 emigraron a Costa Rica unos 600 polacos, mayormente inmigrantes pobres sin estudios que viajaban en barcos en condición humilde. De estos la mayoría eran hombres que llegaban a trabajar y enviar dinero a sus familias en Polonia, planeando traerlas para instalarse definitivamente en el país. Muchos iban camino a otros destinos en el continente americano, haciendo escala en Puerto Limón y quedándose en Costa Rica por diversos motivos. La mayoría provenía del poblado de Żelechów en Lublin, pero otros tantos arribaron desde Ostrowiec y Varsovia. La emigración se vio frenada una vez comenzada la Segunda Guerra Mundial y después del conflicto bélico sólo llegaron al país unos 200 polacos, la mayoría judíos étnicos.
Los inmigrantes polacos se dedicaron al comercio. Una de las prácticas comerciales más comunes eran las ventas de puerta en puerta o buhonería, llamados «klapers» en yidis, onomatopeya que hace referencia al sonido de tocar las puertas. Esto hizo que en Costa Rica el término «polaco» se use como sinónimo de vendedor ambulante. Esta actividad económica generó la desconfianza y la oposición de sectores comerciales tanto de otros inmigrantes dedicados al comercio en tiendas como alemanes, italianos y libaneses que debían pagar impuestos y alquileres, como del propio gobierno y de las autoridades municipales que recibían ingresos por esos impuestos.
A los inmigrantes polacos, mayormente judíos, se les acusó también de propagar ideas comunistas. Como denuncia el Diario de Costa Rica medio perteneciente a Otilio Ulate Blanco:

En la semana entrante la Secretaría de Gobernación dirigirá a las autoridades subalternas una circular excitándolas a  cumplir estrictamente las disposiciones que se dictarán para regular las actividades del comercio ambulante especialmente en el ramo de buhoneros.  Los Agentes de casas comerciales serán provistos de una tarjeta de identificación, con la correspondiente fotografía. 

La Secretaría de Gobernación está muy empeñada en esta campaña de depuración comercial, en especial la ejercida por buhoneros polacos, acerca de los cuales el Gobierno ha tenido noticias de que figuran entre ellos comunistas, que a juicio del Gobierno es un movimiento de tendencias disociadas, y perjudicial para la seguridad de la República y del orden público.

Las voces que pedían tomar medidas contra los polacos y deportarlos aumentaron en los distintos medios. Sobre esto el periódico Trabajo del Partido Comunista en 1933 hizo una defensa a medias de los polacos asegurando que sus derechos estaban protegidos por la Constitución:

¿No dicen los capitalistas y sus plumíferos que la "competencia" es el motor del progreso humano? Pues bien, señores dejen que los polacos se acojan también a esa práctica comercial por ustedes tan alabada.

Conste que no tenemos conexión de ninguna especie con los polacos.  Si alguno de ellos es comunista, lo disimula muy bien. Más aún: los medios de usura y explotación de la candidez de las gentes que ellos utilizan para vender sus "chunches", no lo utilizaría jamás un comunista.  Pero si nosotros estamos respaldados moralmente para decir esto en cambio carecen de todo respaldo los ataques que les hacen los comerciantes criollos.  Ellos tienen métodos para ganar la plata que dejan chiquitos a los de los judíos y polacos de todas las latitudes habitadas.

Así, las autoridades comenzaron a cerrar las fronteras a la inmigración polaca. Se comenzaron a cundir rumores de que entraban clandestinamente o haciendo uso de sobornos a funcionarios, lo que negaba la Secretaría de Gobernación. Esta situación no era nueva, ya en el pasado en el país había surgido oposición a la inmigración de chinos, gitanos, armenios y árabes por lo que el gobierno había restringido la misma. No obstante, diversos intelectuales alzaron su voz contra la xenofobia:

No se dan razones fundamentales que autoricen la hostilidad contra ellos desarrollada para impedir su ingreso al país, y a la persecución enfilada contra los que aqdí (sic) conviven con nosotros, entregándose a diversas actividades; a las comerciales principalmente; ni se apunta cuáles son los peligros que esta población nacional, a la salubridad pública, o a la seguridad del Estado, que dé base a una repulsa oficial como la que obtuvo contra los chinos, contra los sirios y contra los gitanos. En un principio se dijo, que los polacos recientemente llegados al territorio nacional, eran agentes propagadores de las ideas bolcheviques (sic), y sobre esta cargo giró algún tiempo cierta influencia para conseguir su extrañamiento del país; pero aparte de que tal cargo no se les llegó  a establecer en los folios de expediente alguno de convicción. (...)

No se acusa a los polacos de que procedan de una raza inferior a la nuestra o que se propicia a la degeneración de la población que aquí padecemos, o portadora de enfermedades infecciosas,  que entre nosotros abundan como la sífilis  y la tuberculosis, que las riegan individuos que discurren libremente por las calles y que frecuentan los teatros, los hoteles, los clubs, las fiestas sociales; y que se codean con todos, viejos, jóvenes y niños... De cosiguiente por este motivo tampoco hay margen alguno para repudiar la inmigración polaca,  como indeseable para el país.  Tampoco en el rol de delincuentes comunes,  peligrosos a  la tranquilidad social,  aparecen fichados los inmigrantes polacos; y mucho menos de la altura dolosa que no pocos españoles e italianos, para quienes no ha habido puertas cerradas en los departamentos de inmigración. Francisco Faerrón

La colonia polaca, por su parte, se defendió con campos pagados mencionando el riguroso cumplimiento de la ley por parte de su comunidad, el hecho de que los comercios implementados por polacos empleaban a más de mil costarricenses nativos y que por las glorias que Polonia había dado a la humanidad como nación no podía decirse que un inmigrante era malo por solo el hecho de ser polaco. Esto fue respondido por un grupo autodenominado Liga Anti-invasionista que pagó otro comunicado en los periódicos con lenguaje antisemita, asegurando que los inmigrantes no eran polacos étnicos sino judíos y que incluso los judíos de Polonia eran rechazados por los mismos judíos sefardíes y ashkenazis.

### Los años cuarenta

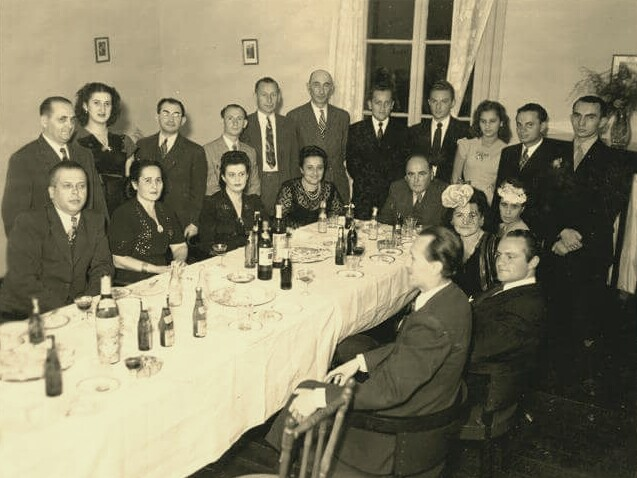
Inmigrantes polacos reunidos en la ciudad de San José.

La tercera y última administración de Ricardo Jiménez Oreamuno (1932-1936) había sido amigable con los polacos y sus aspiraciones, pues el mismo Jiménez había dicho que los consideraba honestos y trabajadores, y se anunciaron algunas medidas de investigaciones sobre inmigración ilegal que no parecen haberse concretado y probablemente fueron con el fin de calmar los ánimos, su sucesor León Cortés Castro (1936-1940) sería todo lo contrario. Castro, admirador del fascismo europeo, impidió enteramente el ingreso de judíos y otras minorías étnicas a Costa Rica y tomó medidas que les dificultaban su desarrollo económico. Incluso el encargado de inmigración durante la administración Cortés, Max Effinger, rechazaba el ingreso de judíos polacos al país usando como argumento No ser de raza aria.
El debate público racial quedó en la palestra. El científico Clorito Picado, conocido por sus posturas racistas, aseguró en un artículo publicado en La Prensa Libre de 1939, que no existía la raza semita y que en realidad lo que se indetificaba como judíos eran un conjunto de pueblos y añadió: Para mí, las glorias científicas de que tanto se ufanan como típicas de la raza semítica, no son tales sino simplemente glorias de la humanidad. En cuanto a los defectos con que quieren cobijar la raza entera, no los creo tampoco típicos sino modalidades impresas por el medio ambiente en que han vivido. En defensa de los judíos polacos habló el ingeniero Fabio Benavides en un artículo del Diario de Costa Rica aduciendo entre otras cosas, que era el deber cristiano ser bondadoso con el prójimo: Si somos católicos, si profesamos de corazón la religión, creo que estamos obligados a darles asilo a los judíos y Dios, provee alimento para todos, pues la religión de Jesús se cierne por encima de las fronteras y según la expresión de Tertuliano hace del mundo "Una República patria del género humano"
Las cosas no mejorarían bajo el gobierno de Rafael Ángel Calderón Guardia (1940-1944), sino por el contrario, Calderón convocó a una comisión investigadora que emitió un dictamen para el Congreso en 1941 y que contenía, entre otras recomendaciones, nacionalizar el comercio para impedir que estuviera en manos extranjeras y prohibir la buhonería y que hacía varias aluciones antipolacas y antisemitas. La mejoría en las condiciones no se daría hasta la llegada al poder de Teodoro Picado, él mismo hijo de una mujer polaca, quien flexibilizó las medidas contrarias a la comunidad.

### Después de los cuarenta y época actual
Pasado el tenso período político de los años cuarenta en Costa Rica y el mundo en general, la población polaca fue integrándose a la sociedad costarricense, especialmente ligada a la comunidad judía, aunque también con la presencia de muchas personas que no pertenecen a esta colectividad. Después de la década de los 50, muchos costarricenses de ascendencia polaca llegaron a ser prósperos empresarios, escritores, artistas, músicos y políticos destacados.
De manera histórica el núcleo de la colectividad fue la ciudad de San José y su Área Metropolitana. Hoy día, el área de Escazú posee la mayor concentración de polacos en Centroamérica y es el principal centro polaco en el país.